# 上维索茨凯
48°57′7″N 23°4′16″E / 48.95194°N 23.07111°E
上维索茨凯（羅馬化：Verkhnie Vysotske）是烏克蘭西部利沃夫州桑比爾區博里尼亚市镇内的村落。始建於1430年，面積4平方公里，海拔高度651米，2001年人口2,118，人口密度每平方公里529.5人。